# Pseudopromachus perspinosus
Pseudopromachus perspinosus är en insektsart som först beskrevs av Brunner von Wattenwyl 1907.  Pseudopromachus perspinosus ingår i släktet Pseudopromachus och familjen Diapheromeridae. Inga underarter finns listade i Catalogue of Life.